# Gran Premi de Singapur del 2010
El Gran Premi de Singapur de Fórmula 1 de la Temporada 2010 s'ha disputat al circuit de Marina Bay el 26 de setembre del 2010.

## Qualificació
| Pos | No | Pilot              | Constructor          | Part 1       | Part 2   | Part 3   | Sortida |
| --- | -- | ------------------ | -------------------- | ------------ | -------- | -------- | ------- |
| 1   | 8  | Fernando Alonso    | Ferrari              | 1:46.541     | 1:45.809 | 1:45.390 | 1       |
| 2   | 5  | Sebastian Vettel   | Red Bull-Renault     | 1:46.960     | 1:45.561 | 1:45.457 | 2       |
| 3   | 2  | Lewis Hamilton     | McLaren-Mercedes     | 1:48.296     | 1:46.042 | 1:45.571 | 3       |
| 4   | 1  | Jenson Button      | McLaren-Mercedes     | 1:48.032     | 1:46.490 | 1:45.944 | 4       |
| 5   | 6  | Mark Webber        | Red Bull-Renault     | 1:47.088     | 1:45.908 | 1:45.977 | 5       |
| 6   | 9  | Rubens Barrichello | Williams-Cosworth    | 1:48.183     | 1:47.019 | 1:46.236 | 6       |
| 7   | 4  | Nico Rosberg       | Mercedes GP          | 1:48.554     | 1:46.783 | 1:46.443 | 7       |
| 8   | 11 | Robert Kubica      | Renault              | 1:47.657     | 1:46.949 | 1:46.593 | 8       |
| 9   | 3  | Michael Schumacher | Mercedes GP          | 1:48.425     | 1:47.160 | 1:46.702 | 9       |
| 10  | 23 | Kamui Kobayashi    | BMW Sauber-Ferrari   | 1:48.908     | 1:47.559 | 1:47.884 | 10      |
| 11  | 17 | Jaime Alguersuari  | Toro Rosso-Ferrari   | 1:48.127     | 1:47.666 |          | 11      |
| 12  | 10 | Nico Hülkenberg    | Williams-Cosworth    | 1:47.984     | 1:47.674 |          | 171     |
| 13  | 12 | Vitali Petrov      | Renault              | 1:48.906     | 1:48.165 |          | 12      |
| 14  | 16 | Sébastien Buemi    | Toro Rosso-Ferrari   | 1:49.063     | 1:48.502 |          | 13      |
| 15  | 22 | Nick Heidfeld      | BMW Sauber-Ferrari   | 1:48.696     | 1:48.557 |          | 14      |
| 16  | 14 | Adrian Sutil       | Force India-Mercedes | 1:48.496     | 1:48.899 |          | 15      |
| 17  | 15 | Vitantonio Liuzzi  | Force India-Mercedes | 1:48.988     | 1:48.961 |          | 16      |
| 18  | 24 | Timo Glock         | Virgin-Cosworth      | 1:50.271     |          |          | 18      |
| 19  | 19 | Heikki Kovalainen  | Team Lotus-Cosworth  | 1:50.915     |          |          | 19      |
| 20  | 25 | Lucas di Grassi    | Virgin-Cosworth      | 1:51.107     |          |          | 20      |
| 21  | 18 | Jarno Trulli       | Lotus-Cosworth       | 1:51.641     |          |          | 21      |
| 22  | 20 | Christian Klien    | Hispania-Cosworth    | 1:52.964     |          |          | 22      |
| 23  | 21 | Bruno Senna        | Hispania-Cosworth    | 1:54.174     |          |          | 23      |
| 24  | 7  | Felipe Massa       | Ferrari              | Sense temps2 |          |          | 24      |

Notes:
- Nico Hülkenberg, va ser penalitzat amb 5 places per canviar la caixa de canvi.
- Felipe Massa no va poder realitzar cap temps per problemes mecànics.

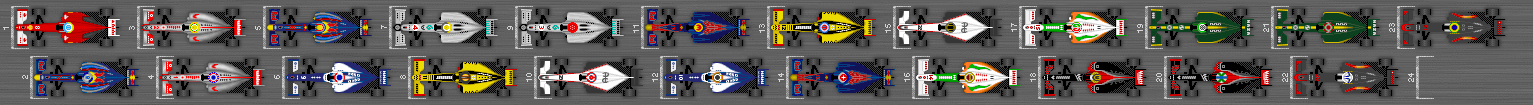
Posicions després de la qualificació

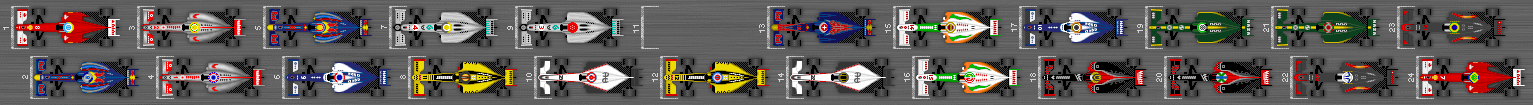
Posicions de la sortida després de les penalitzacions

## Resultats de la cursa
| Pos. | Nº | Pilot              | Equip                | Voltes | Temps/Retirada    | Graella | Punts |
| ---- | -- | ------------------ | -------------------- | ------ | ----------------- | ------- | ----- |
| 1    | 8  | Fernando Alonso    | Ferrari              | 61     | 1h 57' 53. 579    | 1       | 25    |
| 2    | 5  | Sebastian Vettel   | Red Bull-Renault     | 61     | + 0.293 s         | 2       | 18    |
| 3    | 6  | Mark Webber        | Red Bull-Renault     | 61     | + 29.141 s        | 5       | 15    |
| 4    | 1  | Jenson Button      | McLaren-Mercedes     | 61     | + 30.384 s        | 4       | 12    |
| 5    | 4  | Nico Rosberg       | Mercedes GP          | 61     | + 49.394 s        | 7       | 10    |
| 6    | 9  | Rubens Barrichello | Williams-Cosworth    | 61     | + 56.101 s        | 6       | 8     |
| 7    | 11 | Robert Kubica      | Renault              | 61     | + 1' 26.559 min.  | 8       | 6     |
| 8    | 7  | Felipe Massa       | Ferrari              | 61     | + 1' 53.297 min.  | 24      | 4     |
| 9    | 14 | Adrian Sutil       | Force India-Mercedes | 61     | + 2' 12.416 min.3 | 15      | 2     |
| 10   | 10 | Nico Hülkenberg    | Williams-Cosworth    | 61     | + 2' 12.791 min.4 | 17      | 1     |
| 11   | 12 | Vitali Petrov      | Renault              | 60     | + 1 volta         | 12      |       |
| 12   | 17 | Jaime Alguersuari  | Toro Rosso-Ferrari   | 60     | + 1 volta         | 11#     |       |
| 13   | 3  | Michael Schumacher | Mercedes GP          | 60     | + 1 volta         | 9       |       |
| 14   | 16 | Sébastien Buemi    | Toro Rosso-Ferrari   | 60     | + 1 volta         | 13      |       |
| 15   | 25 | Lucas di Grassi    | Virgin-Cosworth      | 59     | + 2 voltes        | 20      |       |
| 16   | 19 | Heikki Kovalainen  | Lotus-Cosworth       | 58     | Motor             | 19      |       |
| Ret  | 24 | Timo Glock         | Virgin-Cosworth      | 49     | Hidràulics        | 18      |       |
| Ret  | 22 | Nick Heidfeld      | BMW Sauber-Ferrari   | 36     | Col·lisió         | 14      |       |
| Ret  | 2  | Lewis Hamilton     | McLaren-Mercedes     | 35     | Col·lisió         | 3       |       |
| Ret  | 20 | Christian Klien    | Hispania-Cosworth    | 31     | Frens             | 22      |       |
| Ret  | 23 | Kamui Kobayashi    | BMW Sauber-Ferrari   | 30     | Accident          | 10      |       |
| Ret  | 21 | Bruno Senna        | Hispania-Cosworth    | 29     | Col·lisió         | 23      |       |
| Ret  | 18 | Jarno Trulli       | Lotus-Cosworth       | 27     | Hidràulics        | 21      |       |
| Ret  | 15 | Vitantonio Liuzzi  | Force India-Mercedes | 1      | Accident          | 16      |       |

Notes
^ ^ Adrian Sutil fou penalitzat una vegada acabat el GP amb la suma de 20 segons al seu temps. Després d'una reclamació de Force India, Nico Hülkenberg va rebre la mateixa sanció

## Altres
- Pole: Fernando Alonso 1' 45. 390

- Volta ràpida: Fernando Alonso 1' 47. 979 (a la volta 58)